# Yolanda Violeta García Santos
Yolanda García Santos (Lleó, 31 d'agost de 1971) és una política valenciana d'origen castellanolleonès, diputada a les Corts Valencianes en la VII i VIII legislatures.

## Trajectòria política
Ha estat membre del consell executiu de Nuevas Generaciones del Partit Popular d'Alacant i ocupà el càrrec de directora de gabinet de la Conselleria d'Educació, Investigació, Cultura i Esport de la Generalitat Valenciana. Considerada ideològicament propera a Francisco Camps, fou escollida diputada per Alacant a les eleccions a les Corts Valencianes de 2007 i 2011. Fou vicepresidenta de la Comissió d'Indústria, Comerç i Turisme de les Corts Valencianes.

## Corrupció
Com a tresorera del PP del País Valencià, ha estat acusada per delictes electorals i un presumpte finançament il·legal del partit en el marc del conegut Cas Gürtel que esclatà el febrer de 2009 i en el qual es veren implicats des de l'aleshores president de la Generalitat Francisco Camps o l'exvicepresident Víctor Campos fins al secretari general del PPCV Ricardo Costa.